# Aurélio Teódoto
Aurélio Teódoto (em latim: Aurelius Theodotus) foi um oficial romano do século III, ativo sob o imperador Galiano (r. 253–268). Ele teve importante papel na supressão das revoltas de Memor na África e Lúcio Mússio Emiliano no Egito.

## Vida

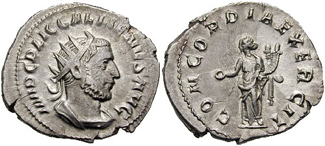
Antoniniano de Galiano r.

Teódoto era nativo do Egito e irmão de Camsisoleu. Em 262, o imperador Galiano (r. 253–268) enviou-o como duque no comando de tropas para debelar a revolta de Memor na África e Lúcio Mússio Emiliano no Egito; os derrota antes de 30 de março. Durante o resto do ano, e provavelmente em 263, Teódoto foi prefeito do Egito e os papiros que o registram também mencionam-o, honorificamente, como homem perfeitíssimo (lamprótato hegêmono). Talvez tenha sido enviado por Galiano contra o imperador Póstumo (r. 260–269) na Gália.